# Emmen
Emmen este o comună și o localitate în provincia Drenthe, Țările de Jos. 

## Localități componente
Barger-Compascuum, Emmen, Emmer-Compascuum, Erica, Klazienaveen, Nieuw-Amsterdam, Nieuw-Dordrecht, Nieuw-Schoonebeek, Nieuw-Weerdinge, Roswinkel, Schoonebeek, Veenoord, Weiteveen, Zwartemeer.